# Rhizomucor miehei
Rhizomucor miehei är en svampart som först beskrevs av Cooney & R. Emers., och fick sitt nu gällande namn av Schipper 1978. Rhizomucor miehei ingår i släktet Rhizomucor och familjen Mucoraceae.   Inga underarter finns listade i Catalogue of Life.